# Joan of Paris
Joan of Paris (deutsch Johanna aus Paris) ist ein US-amerikanisches romantisches Kriegsfilmdrama von Robert Stevenson aus dem Jahr 1942. Eine Kellnerin in Paris riskiert ihr Leben, um abgestürzten Piloten zu helfen aus ihrem von den Deutschen besetzten Heimatland zu fliehen. Die Hauptrollen sind mit Michèle Morgan und Paul Henreid sowie Thomas Mitchell, Laird Cregar und May Robson besetzt. 
Das Drehbuch geht zurück auf eine Geschichte von Jacques Théry und Georges Kessel. Roy Webb war 1943 mit seiner Musik für den Film für einen Oscar nominiert.

## Handlung
Zweiter Weltkrieg: Fünf Piloten der Royal Air Force werden mit ihrem Flugzeug über Frankreich abgeschossen. Angeführt werden die Männer von Paul Lavallier, einem Mitglied der Freien Französischen Bewegung, der, nachdem er von den Deutschen zum Tode verurteilt worden ist, nach Großbritannien geflüchtet war. Lavallier beschließt, sich mit der Bitte um Hilfe an den britischen Geheimdienst in Paris zu wenden. Auf ihrem Weg nach Paris brechen die Männer in eine Bar ein, um sich Zivilkleidung zu besorgen, wobei sie von einem deutschen Soldaten entdeckt werden. Sie können den Mann überwältigen, stehlen ihm seine Brieftasche und trennen sich sodann mit dem Ziel, sich in einer Kathedrale in Paris wieder zu vereinen. Der verletzte deutsche Soldat wird alsbald von seinen Kameraden gefunden, die umgehend die Verfolgung der fünf geflohenen Männer aufnehmen. 
Inzwischen hat der Pariser Gestapo-Chef Funk Meldung von dem Vorfall erhalten und schließt sogleich darauf, dass die Flüchtenden die vermissten Piloten sein müssen. Funk setzt seine Maschinerie in Gang und gibt den Auftrag, sich auf die dem Soldaten gestohlene Banknote zu konzentrieren, die mit der Marke des deutschen Zahlmeisters gestempelt ist.
Die Flüchtenden haben inzwischen die Kathedrale in Paris erreicht. Einer von ihnen, Baby, wurde bei der Flucht verletzt. Er warnt Paul, da er mitbekommen hat, dass dieser von einem Gestapomann verfolgt wird. Paul wendet sich in der Kathedrale an Pater Antoine, seinen Jugendpriester, und bittet um Hilfe bei der Kontaktaufnahme mit dem britischen Geheimdienst, einer Untergrundorganisation. Antoine schlägt vor, dass die Männer sich zunächst einmal in der Pariser Kanalisation verstecken sollen und führt sie zur Krypta, von der aus sie zu den Tunneln gelangen. Um auch Babys Flucht zu sichern, leitet Paul den Gestapomann, der ihn hartnäckig verfolgt, in die Irre und schlägt den Weg zu einem nahe gelegenen Café ein. Sein Verfolger bleibt jedoch an ihm dran, wobei es zu einem Zwischenfall mit Joan, der Bedienung, kommt. Er entschuldigt sich bei ihr, flieht durchs Toilettenfenster und gelangt über eine Treppe zu Joans Zimmer. Kurz darauf betritt die junge Frau den Raum, um ihr zerrissenes Kleid zu wechseln. Paul wird gewahr, wie sie zu St. Jeanne, ihre Schutzpatronin und gleichzeitig französische Märtyrerin, betet und diese um ein neues Kleid bittet. Obwohl Joan zunächst schockiert ist, dass Paul sich in ihrem Schrank versteckt hat, erzählt sie ihm, dass sein Verfolger kürzlich einen britischen Geheimagenten im Café verhaftet habe. Da Paul sich schuldig fühlt an dem zerrissenen Kleid, erzählt er Joan, dass Pater Antoine ihn gebeten habe, ihr eine Banknote zu geben, wovon sie sich nun ein Kleid kaufen könne, zumal er darin im Moment die einzige Möglichkeit sieht, wieder in Kontakt mit dem Priester zu kommen. 
Antoine besucht den verurteilten Agenten im Gefängnis, der ihm wichtige Informationen zukommen lässt, bevor er in den Tod geht. Paul hat unterdessen die Nacht in Joans Zimmer verbracht und ist erschöpft eingeschlafen. Als er erwacht, beschwört er Joan, dass Frankreich niemals erobert werde und verabschiedet sich dann von Joan, um Antoine in der Kirche zu treffen. Kaum hat ihm der Priester ein Blatt mit einer Kontaktadresse übergeben, betreten Nazi-Soldaten das Gebäude und verhaften Paul, da er keine Dokumente vorweisen kann. Zuvor konnte er das Kontaktblatt gerade noch in einer Bibel verschwinden lassen. Die Männer bringen ihn zu Funk, der in ihm sogleich einen der vermissten Flieger erkennt. Paul gibt vor, dass er seine Papiere zu Hause gelassen habe, woraufhin Funk ihm ein Ausweispapier aushändigt und ihn auf freien Fuß setzt, überzeugt davon, dass Paul ihn zu seinen vier Kameraden führen wird.
Antoine konnte inzwischen ein Treffen mit Paul arrangieren, um ihm die Adresse von Mademoiselle Rosay zu übergeben, einer britischen Geheimdienstagentin. Er warnt Paul eindringlich aufzupassen, da er nach wie vor verfolgt werde. Um die Gestapo auszutricksen, schlägt Antoine vor, dass Joan erst einmal Kontakt zu Mlle Rosay aufnimmt. Als Joan an dem Geschäft vorbeikommt, in dem sie sich ein neues Kleid gekauft hat, folgt ihr von dort aus ein Gestapomann, da man inzwischen weiß, dass sie mit der markierten Banknote bezahlt hat. Zur selben Zeit kommen beide bei Mlle Rosay an, jedoch gelingt es den Frauen durch eine Hintertür zu entkommen. Als Joan spätabends mit einer auf der Flucht verletzten Hand in ihr Zimmer zurückkommt, gesteht ihr Paul, dass er sich in sie verliebt hat. Am nächsten Morgen gibt ihm Mlle Rosay eine Karte der Kanalisation, wo an einer bestimmten Stelle um 2 Uhr nachts ein Boot auf ihn und seine Kameraden warte. Sie fordert Paul ausdrücklich auf, sie zu benachrichtigen, wenn er seine Verfolger nicht abschütteln könne. In dieser Nacht zeigt Paul Joan das Medaillon des Freien Frankreich, das er trägt, und verspricht ihr zurückzukehren und sie zu heiraten, wenn der Krieg vorbei ist. Kaum ist Paul gegangen, sieht Joan auf der Straße den Gestapomann und rennt los, um Paul zu warnen. Paul schickt Joan, um seinen Kameraden die Karte zu übergeben, während er versuchen will, den Gestapomann abzuschütteln. Als Joan im Tunnel ankommt stößt sie auf Pater Antoine, der dem sterbenden Piloten Baby Psalm 23 vorträgt.
Zur selben Zeit gelingt es Paul, den ihn hartnäckig verfolgenden Gestapomann in ein Dampfbad zu locken, wo er ihn überwältigen kann. Er erschießt ihn mit dessen eigener Waffe. Da es zu spät zu sein scheint, das rettende Boot noch zu erreichen, lässt er Joan eine entsprechende Nachricht zukommen. Joan kann die Notiz gerade noch in der ihr von Paul geschenkten Uhr verstecken, als sie die Gestapo die Treppe hinaufkommen hört. Als die Uhr ganz plötzlich aufhört zu spielen, findet Funk die Notiz und schlussfolgert, dass sich Paul in der Kirche versteckt. Er bietet Joan an, Pauls Leben zu verschonen, wenn sie ihn zu den anderen führt. Joan stimmt unter der Prämisse zu, dass sie Paul zuvor allein in der Kirche treffen darf. Dort erzählt sie Paul, dass seine Kameraden noch immer auf ihn warten würden. In dem Bewusstsein, dass ihr Verrat an Funk sie das Leben kosten wird, schickt Joan Paul weg und verspricht ihm, auf ihn zu warten.
Nachdem Paul gegangen ist, führt Joan Funk und seine Männer kreuz und quer durch die Kanalisationstunnel und verzögert das Ganze so lange, bis sie das Geräusch von Pauls Motorboot hört. An dem Tag, an dem sie zum Tod verurteilt ist, besucht Joan in dem Kleid, das Paul und sie zusammengeführt hat, Pater Antoine. Als sie dann mutig dem Tod ins Auge blickt, versichert der Priester ihr, dass sie im Herzen Frankreichs weiterleben werde. Eine Salve von Schüssen prasselt auf Joan nieder, während Paul und seine Kameraden sicher in Großbritannien, in der Freiheit, landen.

## Produktion

### Produktionsnotizen
Es handelt sich um eine Produktion von RKO Radio Pictures. Der Arbeitstitel des Films lautete: Jeanne d’Arc. Dem Film stand ein geschätztes Budget von $ 666,000 zur Verfügung. Die Dreharbeiten begannen Mitte September und gingen bis Ende Oktober 1941. RKO erstellte für den Film im Studio die größte und aufwendigste Kulisse seit der Literaturverfilmung Der Glöckner von Notre Dame.
Die Filmbauten entwarfen Albert S. D’Agostino und Carroll Clark, die Ausstattung übernahmen Darrell Silvera und Thomas K. Little. Der spätere Starregisseur Robert Aldrich gab hier seinen ungenannt gebliebenen, filmischen Einstand als zweiter Regieassistent.
Wie in einem Vorbericht zum Film in der Fachzeitschrift der Filmindustrie The Hollywood Reporter zu lesen war, waren Charles Boyer, Robert Morley und Jean Gabin für Rollen im Film im Gespräch und David Hempstead sollte das Projekt auf Wunsch von Julien Duvivier leiten, weil er bereits mit Gabin und Michèle Morgan in Europa zusammengearbeitet hatte. Auch Lewis Milestones Name fiel, er soll jedoch wegen Differenzen mit dem Studio von dem Projekt zurückgetreten sein. Für den österreichischen Schauspieler Paul Henreid stellt der Film sein Debüt in einem amerikanischen Film dar, ebenso wie für Michèle Morgan. Henreid war allerdings vor diesem Film bereits in einigen britisch-amerikanischen Koproduktionen aufgetreten. Laird Cregar wurde für die Produktion von 20th Century Fox ausgeliehen.

### Soundtrack
- Don’t Let it Bother You, Musik: Harry Revel, Text: Mack Gordon, gesungen vom Chor im Nachtclub
- La Marseillaise (1792), geschrieben von Claude Joseph Rouget de Lisle,
gesungen A cappella von Mlle. Rosays Studenten

Darüber hinaus wurden aus dem Archiv Musikstücke von Constantin Bakaleinikoff, der auch die musikalische Leitung innehatte, sowie von Leigh Harline, Werner Richard Heymann, Alan Jay Lerner, Alfred Newman, Miklós Rózsa, Conrad Salinger, Louis Silvers, David Snell, Max Steiner und Charles Wolcott verwendet.

## Rezeption

### Veröffentlichung
Veröffentlicht wurde der Film am 20. Februar 1942 in den USA, die Premierenfeier fand am 23. Januar 1942 in New York statt. In Mexiko wurde er im Juni 1942 veröffentlicht. 1945 lief er in Schweden und in Portugal an, 1946 in Frankreich, 1947 in Finnland, 1948 in Italien, 1950 in Dänemark und in Hongkong. Veröffentlicht wurde er zudem in Brasilien, Spanien, Griechenland und in Polen. 

### Kritik
Bosley Crowther führte in seiner Kritik für die New York Times aus, RKOs Joan of Paris sei eine manifestierte Phantasie im Bereich der Wahrscheinlichkeit. Denn hier werde eine Geschichte von persönlicher Tapferkeit und selbstlosem Opfermut so einfach und eloquent erzählt und so schön gespielt, dass sie durchaus wahr sein könne. Zumindest jubele das Herz und der Puls treibe in die Höhe, bei der Vorstellung, dass es so sein könnte. Crowther sprach von meisterhafter Kameraführung und scharfem Schnitt, wodurch die Verfolgungsjagd zu einer spannenden Sache gemacht werde. Der häufige Gebrauch von Nahaufnahmen und Aufnahmen von Füßen, die auf Bürgersteigen stampfen, habe subjektive Reaktionen mit objektiver Geschwindigkeit koordiniert. Weiter führte er aus, Stevensons Leistungen mit den Schauspielern seien ausgezeichnet gewesen; Michèle Morgan verleihe dem Charakter der verträumten Französin tiefe Würze und echten Adel; Paul Henreid sei eine feine Kombination aus Sensibilität und rauer Entschlossenheit; Thomas Mitchell verleihe dem Pariser Priester Autorität und Zärtlichkeit und May Robson sei als britische Agentin erhaben lässig und gemütlich. Und über Alexander Granach als Gestapo-Blutegel heißt es, ohne ein Wort zu sprechen, verkörpere er einen der schlimmsten Schurken der Saison. Fazit: Joan of Paris sei ein spannender und zärtlich bewegender Film, der dem hohen Mut Tribut zollen werde, bis die Lichter von Paris wieder leuchten.
Die Bischofskonferenz der Vereinigten Staaten (USCCB) sprach von einem routinemäßigen Weltkriegsmoralsteifen, in dem eine RAF-Bomberbesatzung in Frankreich vor Naziverfolgern flieht, während sie von einem Priester, einer Untergrundagentin und einer Kellnerin unterstützt würden, die sich in den freien französischen Kapitän der Mannschaft verliebe. Zwar ergäben sich aus der grimmigen Situation einige spannungsgeladene Momente, aber die verhängnisvolle Romanze und die frommen Verweise auf Jeanne d’Arc würden nur das antinazistische Thema unterstreichen.
Variety stellte fest, die wichtigsten Faktoren des Films seien die amerikanischen Debüts von Michèle Morgan und Paul Henreid. Obwohl der Film in der ersten Hälfte faszinierend sei, würden sich die Höhepunkte im zweiten Abschnitt wiederholen ohne die enthaltene Tragik weiter auszubauen.
Glenn Erickson von DVD Savant befand, der Film sei ein bewegendes romantisches Drama, eine leidenschaftliche Kriegsromanze von einem freien französischen Flieger und einer Pariser Bardame, die ihm helfe, der Gestapo auszuweichen. Das starke Drehbuch habe Michèle Morgan und Paul Henreid gut in den amerikanischen Film und dessen Publikum eingeführt. Die Chemie zwischen beiden stimme. Regisseur Stevenson schöpfe das Maximum aus Schauspielern und Drehbuch. Der Film sei vielleicht nicht so gut in Erinnerung geblieben, aber fast jeder Schauspieler scheine davon profitiert zu haben.

### Auszeichnung
Oscarverleihung 1943:
- Oscarnominierung für Roy Webb in der Kategorie „Beste Filmmusik“ (Drama/Komödie).
Der Oscar ging jedoch an Max Steiner und seine Musik für das Filmdrama Reise aus der Vergangenheit (Now, Voyager).